# استان قره‌باغ

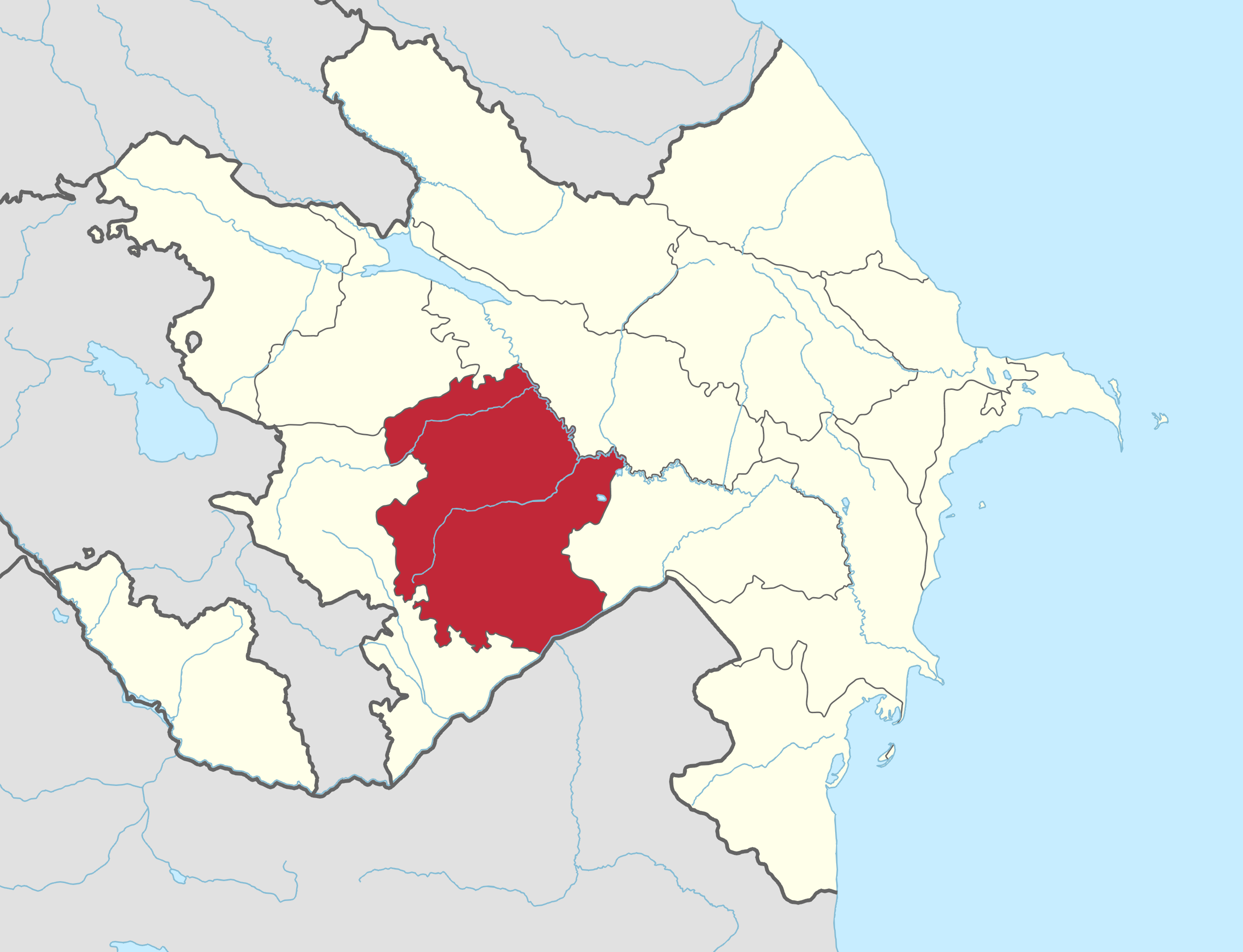
موقعیت استان قره‌باغ در نقشهٔ تقسیمات کشوری جمهوری آذربایجان.

استان قره‌باغ (به ترکی آذربایجانی: Qarabağ İqtisadi Rayonu) یکی از بخش‌های ۱۴ گانهٔ سطح اول تقسیمات کشوری در جمهوری آذربایجان است.
این استان با ۸٬۹۸۸ کیلومتر مربع وسعت، وسیع‌ترین بخش کشور و با ۹۰۰٬۳۰۰ نفر جمعیت در سال ۲۰۲۰، سومین بخش کشور محسوب می‌شود.
استان قره‌باغ از سمت شمال به استان‌های آران مرکزی و گنجه-داش‌کسن، از سمت جنوب از طریق رودخانهٔ ارس به کشور ایران، از سمت شرق به استان میل-مغان و از سمت غرب به استان زنگه‌زور شرقی محدود شده است.
خان‌کندی پرجمعیت‌ترین شهر این استان است که زیرنظر هیچ شهرستانی نیست و یکی از ۱۱ «شهر تابع جمهوری» (Respublika Tabeli Şəhər) در جمهوری آذربایجان محسوب می‌شود.
«استان خودمختار قره‌باغ کوهستانی» در دورهٔ اتحاد جماهیر شوروی سوسیالیستی در محدودهٔ شهر تابع جمهوری خان‌کندی و شهرستان‌های خوجاوند، شوشی، خوجالی و آغ‌دره (این شهرستان در سال ۱۹۹۲ منحل گردید) ایجاد شده بود.
بدیهی است شهرستان‌های آغ‌دام، بردع، آغجابدیع، فضولی و ترتر، هرچند جزء استان قره‌باغ هستند، اما هیچ‌گاه جزء ناگورنو قره‌باغ (قره‌باغ کوهستانی) نبوده‌اند و به صورت رسمی، همواره جزئی از خاک اصلی جمهوری آذربایجان محسوب می‌شده‌اند.
استان قره‌باغ به لحاظ تقسیمات کشوری به ۹ قسمت تقسیم شده است و شامل ۱۰ شهر است:

## فهرست شهرستان‌ها
| ردیف | نام شهرستان               | مساحت (کیلومتر مربع) | جمعیت (۲۰۰۹) | جمعیت (۲۰۱۹) | جمعیت (۲۰۲۰) | رتبه در کشور |
| ---- | ------------------------- | -------------------- | ------------ | ------------ | ------------ | ------------ |
| ۱    | آغ‌دام                     | ۱٬۱۵۰                | ۱۷۵٬۶۰۰      | ۲۰۲٬۲۰۰      | ۲۰۴٬۰۰۰      | ۹            |
| ۲    | بردع                      | ۹۵۰                  | ۱۴۱٬۶۰۰      | ۱۵۶٬۳۰۰      | ۱۵۷٬۵۰۰      | ۱۵           |
| ۳    | آغجابدیع                  | ۱٬۷۶۰                | ۱۲۱٬۷۰۰      | ۱۳۵٬۵۰۰      | ۱۳۶٬۸۰۰      | ۱۷           |
| ۴    | فضولی                     | ۱٬۳۹۰                | ۱۱۵٬۵۰۰      | ۱۳۲٬۴۰۰      | ۱۳۳٬۸۰۰      | ۱۸           |
| ۵    | ترتر                      | ۹۶۰                  | ۹۷٬۳۰۰       | ۱۰۴٬۲۰۰      | ۱۰۴٬۷۰۰      | ۳۱           |
| ۶    | خان‌کندی (شهر تابع جمهوری) | ۸                    | ۵۵٬۰۰۰       | ۵۵٬۸۰۰       | ۵۵٬۹۰۰       | ۵۸           |
| ۷    | خوجاوند                   | ۱٬۴۶۰                | ۴۱٬۶۰۰       | ۴۳٬۸۰۰       | ۴۴٬۱۰۰       | ۶۴           |
| ۸    | شوشی                      | ۳۱۰                  | ۲۸٬۶۰۰       | ۳۴٬۲۰۰       | ۳۴٬۷۰۰       | ۶۸           |
| ۹    | خوجالی                    | ۱۰۰۰                 | ۲۶٬۰۰۰       | ۲۸٬۶۰۰       | ۲۸٬۸۰۰       | ۷۰           |

## فهرست شهرها
| ردیف | نام شهر  | به ترکی آذربایجانی | شهرستان     | جمعیت (۲۰۲۰) | شهر شدن | رتبه در کشور | نشان |
| ---- | -------- | ------------------ | ----------- | ------------ | ------- | ------------ | ---- |
| ۱    | خان‌کندی  | Xankəndi           | تابع جمهوری | ۵۳٬۷۰۰       | ۱۹۲۳    | ۱۰           |      |
| ۲    | آغ‌دام    | Ağdam              | آغ‌دام       | ۴۲٬۸۰۰       | ۱۹۵۲    | ۱۴           |      |
| ۳    | آغجابدیع | Ağcabədi           | آغجابدیع    | ۴۱٬۴۰۰       | ۱۹۶۲    | ۱۶           |      |
| ۴    | بردع     | Bərdə              | بردع        | ۴۰٬۲۰۰       | ۱۹۴۸    | ۱۸           |      |
| ۵    | فضولی    | Füzuli             | فضولی       | ۲۴٬۷۰۰       | ۱۹۳۸    | ۳۰           |      |
| ۶    | شوشی     | Şuşa               | شوشی        | ۲۳٬۹۰۰       | ۱۷۵۲    | ۳۱           |      |
| ۷    | ترتر     | Tərtər             | ترتر        | ۱۹٬۹۰۰       | ۱۹۴۹    | ۳۸           |      |
| ۸    | آغ‌دره    | Ağdərə             | ترتر        | ۱۰٬۲۰۰       | ۱۹۸۵    | ۶۴           |      |
| ۹    | خوجالی   | Xocalı             | خوجالی      | ۸٬۱۰۰        | ۱۹۹۱    | ۶۹           | -    |
| ۱۰   | هورادیز  | Horadiz            | فضولی       | ۷٬۶۰۰        | ۲۰۰۷    | ۷۰           |      |
| ۱۱   | خوجاوند  | Xocavənd           | خوجاوند     | ۵٬۹۰۰        | ۱۹۸۵    | ۷۵           | -    |